# Jill Terashita
Jill Terashita (17 de febrero de 1964, Ontario, Canadá) es una actriz de cine y televisión canadiense. Desarrolló su trayectoria durante los años 1980.

## Filmografía
- 1985 - The Big Bet - Koko
- 1987 - Dirty Laundry - Bimbo "Lulu"
- 1987 - Juegos de terror - Gwen
- 1988 - Night of the Demons - Frannie
- 1989 - Santa Barbara (serie de televisión) - Chica en bikini
- 1989 - Sleepaway Camp III: Teenage Wasteland - Arab
- 1990 - A mí que me registren - Hostess